# 116
116 (CXVI) var ett skottår som började en tisdag i den julianska kalendern.

## Händelser

### Okänt datum
- Sedan Alexander I har avlidit väljs Sixtus I till påve (detta år eller 115, 117 eller 119).
- Kejsar Trajanus avslutar invasionen av Parterriket genom att erövra städerna Seleucia, Babylon, Ctesiphon och Susa, vilket blir det Romerska rikets längsta expansion österut.
- Trajanus avsätter Osroes I som kung av Parterriket och sätter dennes son Parthamaspates i hans ställe. Parthamaspates romaniserar sitt namn till Parthicus.
- Ett judiskt uppror mot romerskt styre misslyckas.

## Födda
- Liang Na, kinesisk kejsarinna.

## Avlidna
- 3 maj – Alexander I, påve sedan 106, 107 eller 109 (död detta eller föregående år; möjligen död detta datum)